# シチセンチョウチョウウオ
シチセンチョウチョウウオ（七線蝶々魚、学名：Chaetodon punctatofasciatus）は、スズキ目チョウチョウウオ科に分類される魚類の一種。種小名は「斑点の縞模様」を意味する。和名は7本の横縞に由来する。　

## 形態
- 全長12cm[2]。
- 目を通る帯[3]と尾鰭基部がオレンジ色。
- 体側に横向きの点線が7本並ぶ。

よく似た種

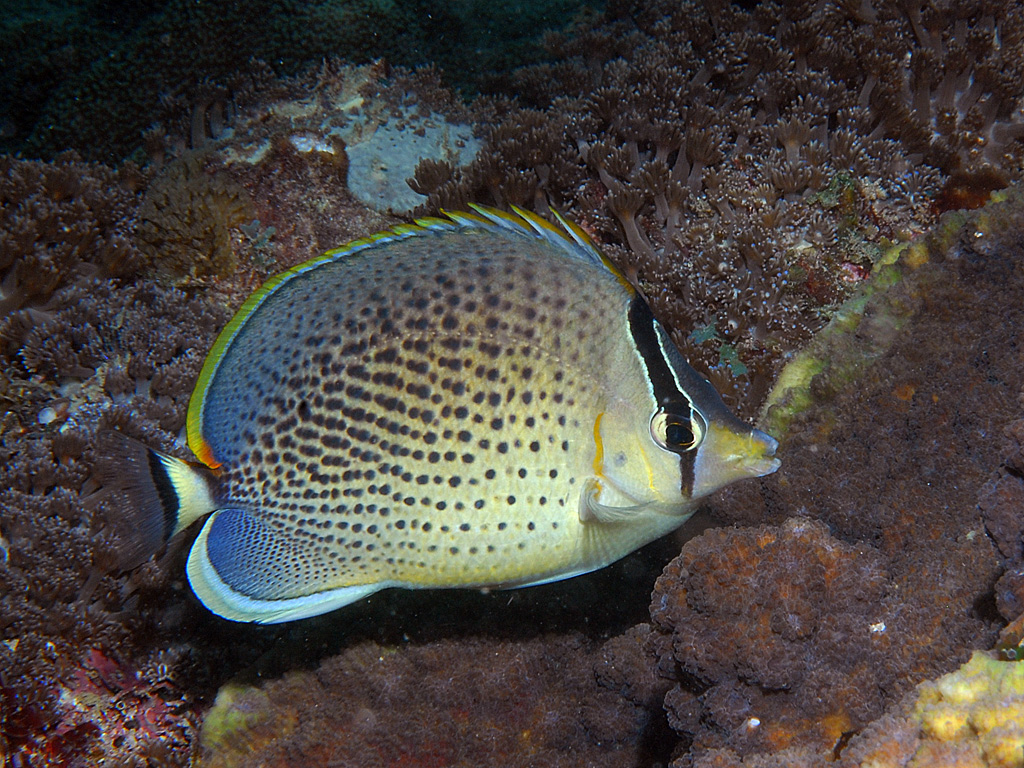
ペッパード・バタフライフィッシュ

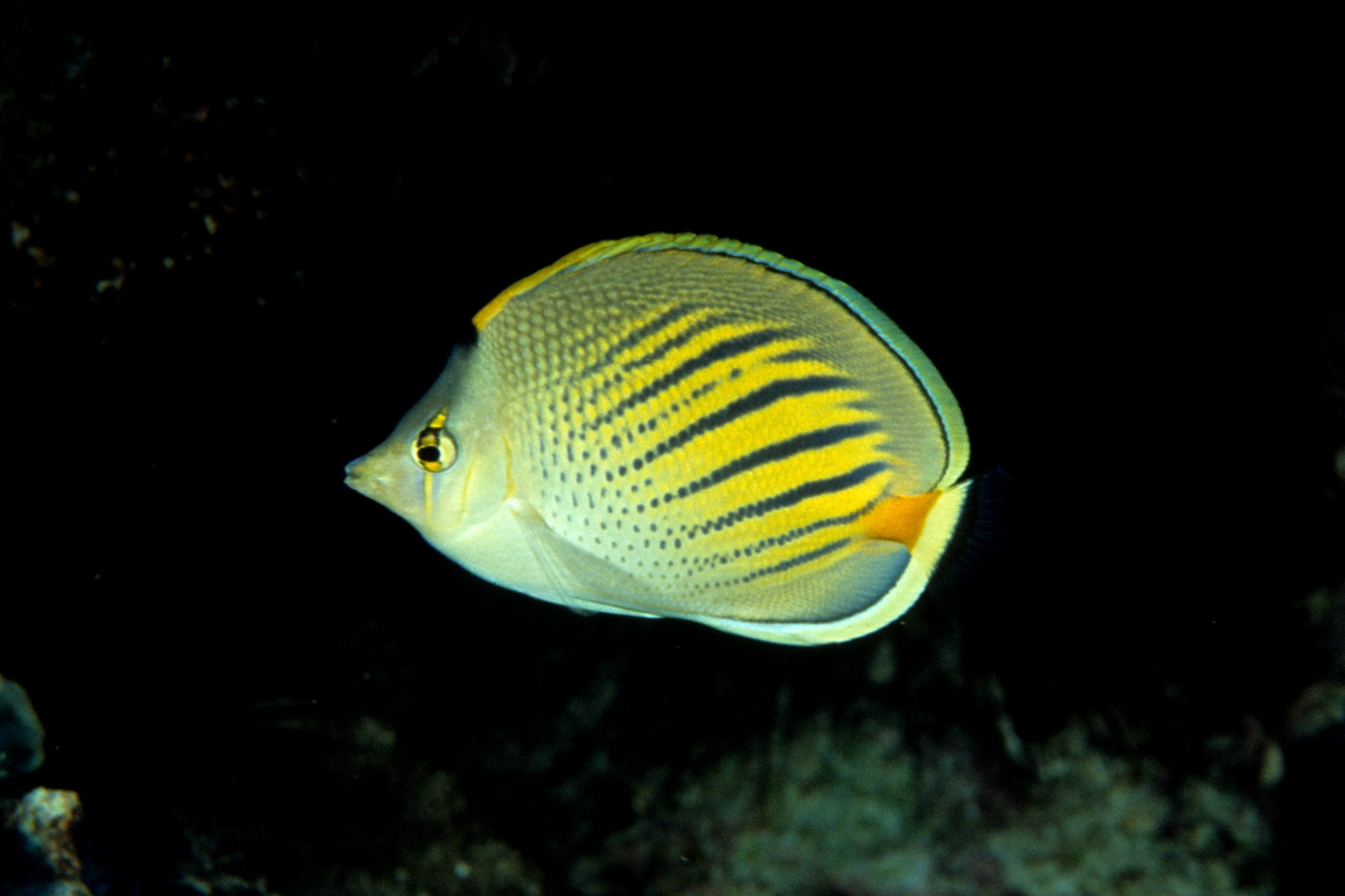
ドットアンドダッシュ・バタフライフィッシュ

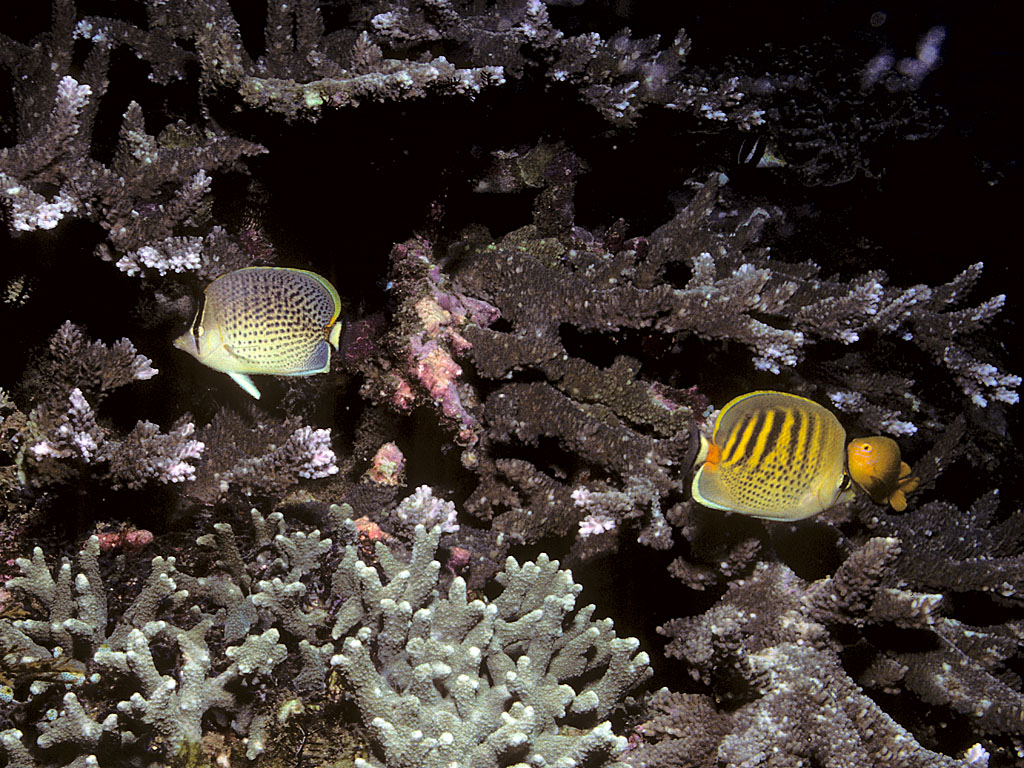
ペッパード・バタフライ（左）と本種（右）

よく似た種としてペッパード・バタフライフィッシュ、ドットアンドダッシュ・バタフライフッシュがいる。
前者の体側の斑点は本種と比べると散らばっている。また、ペッパード・バタフライの分布域は西部インド洋である。
後者は本種より体側の模様のパターンが多く、左右で違うこともある。本種と交雑することがある。また、ドットアンドダッシュ・バタフライの分布域は南太平洋である。　

## 生態
雑食で、サンゴのポリプを主に、底生の小動物、藻類などを食べる。
水深5-30mのサンゴ礁に単独かペアで生息する。

## 分布
西部太平洋、東部インド洋。日本では沖縄だけで確認されている。数は少ない。

## 人とのかかわり
観賞魚。